# Ängsull
Ängsull (Eriophorum angustifolium, synonym Eriophorum polystachion) är ett halvgräs inom ullsläktet som förekommer i Nordamerika, norra Asien och Europa. Det växer i öppna våtmarker och myrområden över hela Sverige. Varje strå är upp till en halv meter högt och i toppen hänger på sommaren tre till fem bomullsliknande ax. (Signifikant är att växten på engelska kallas cottongrass, bomullsgräs.) Ett annat namn som brukats i Uppland och Södermanland är harull,  som ibland används även om den liknande arten tuvull. I Svenskfinlands dialekter är ängsull även känt som balltagäl. Ängsull liknar annars mycket arterna gräsull (E.latifolium) och kärrull (E.gracile).  Andra något liknande arter inkluderar rostull (E. russoleum) och polarull (E.scheuchzeri).

## Bildgalleri

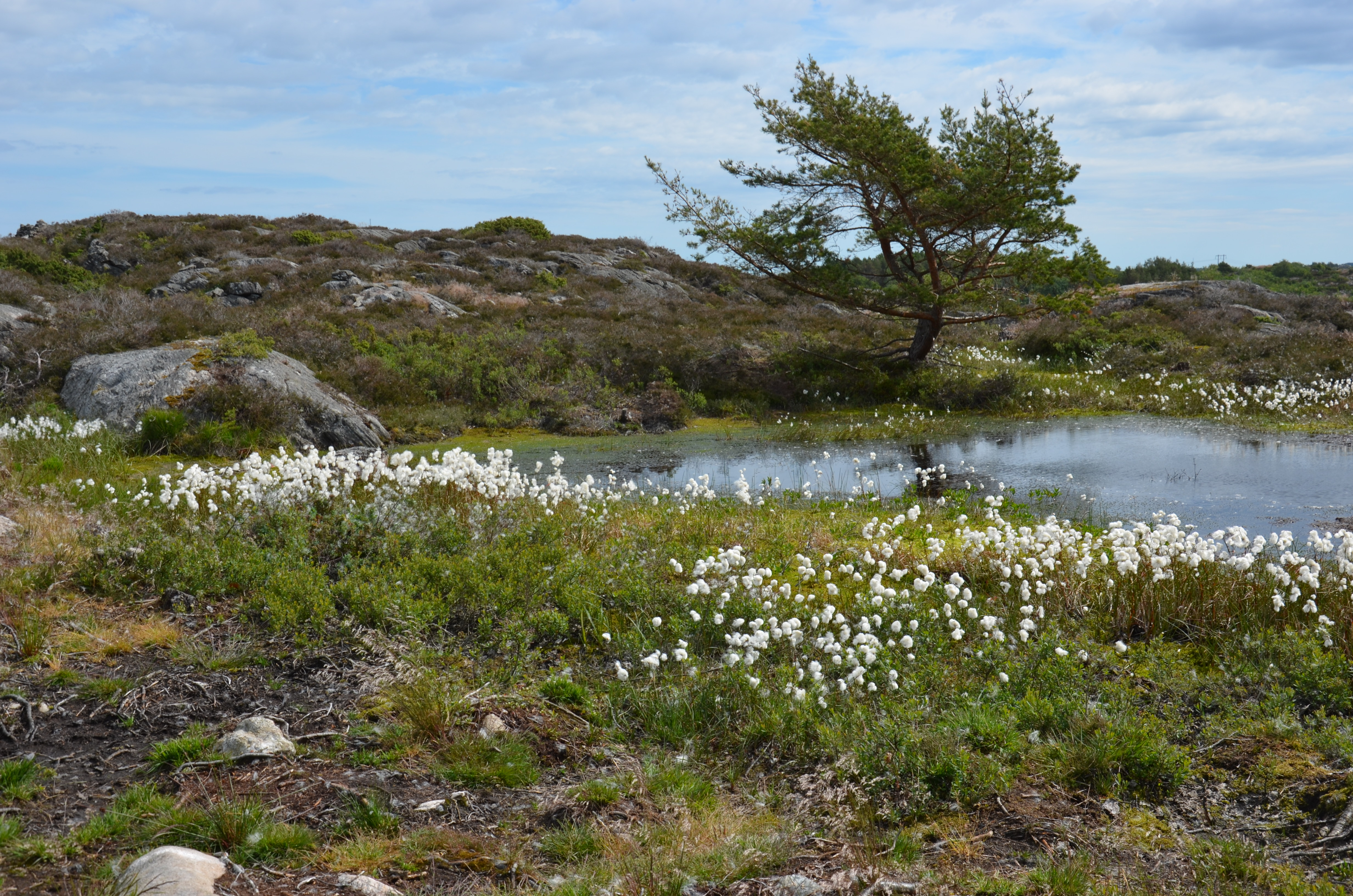
Ängsull på Tjörn.
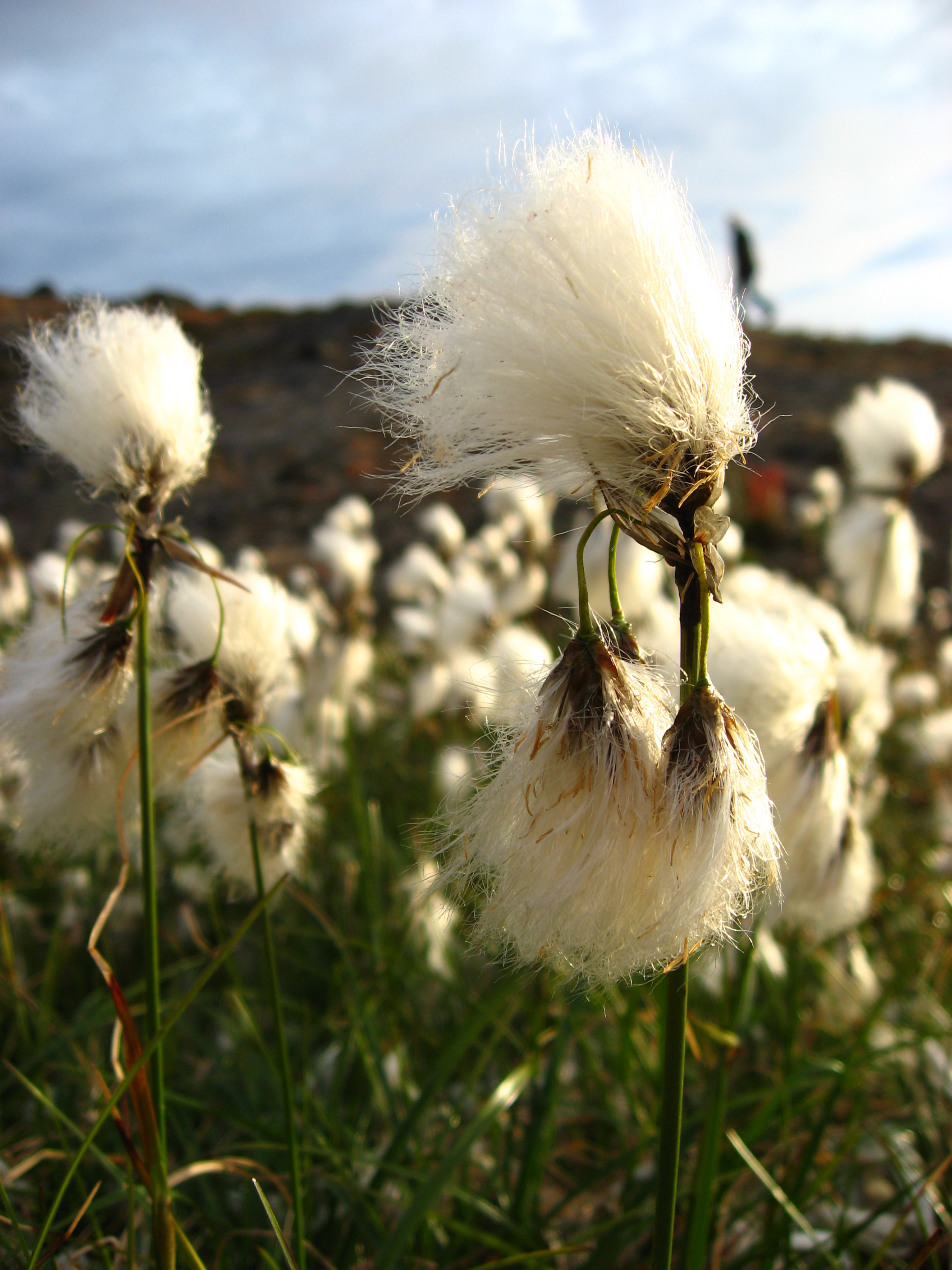
Ängsull på Grönland.
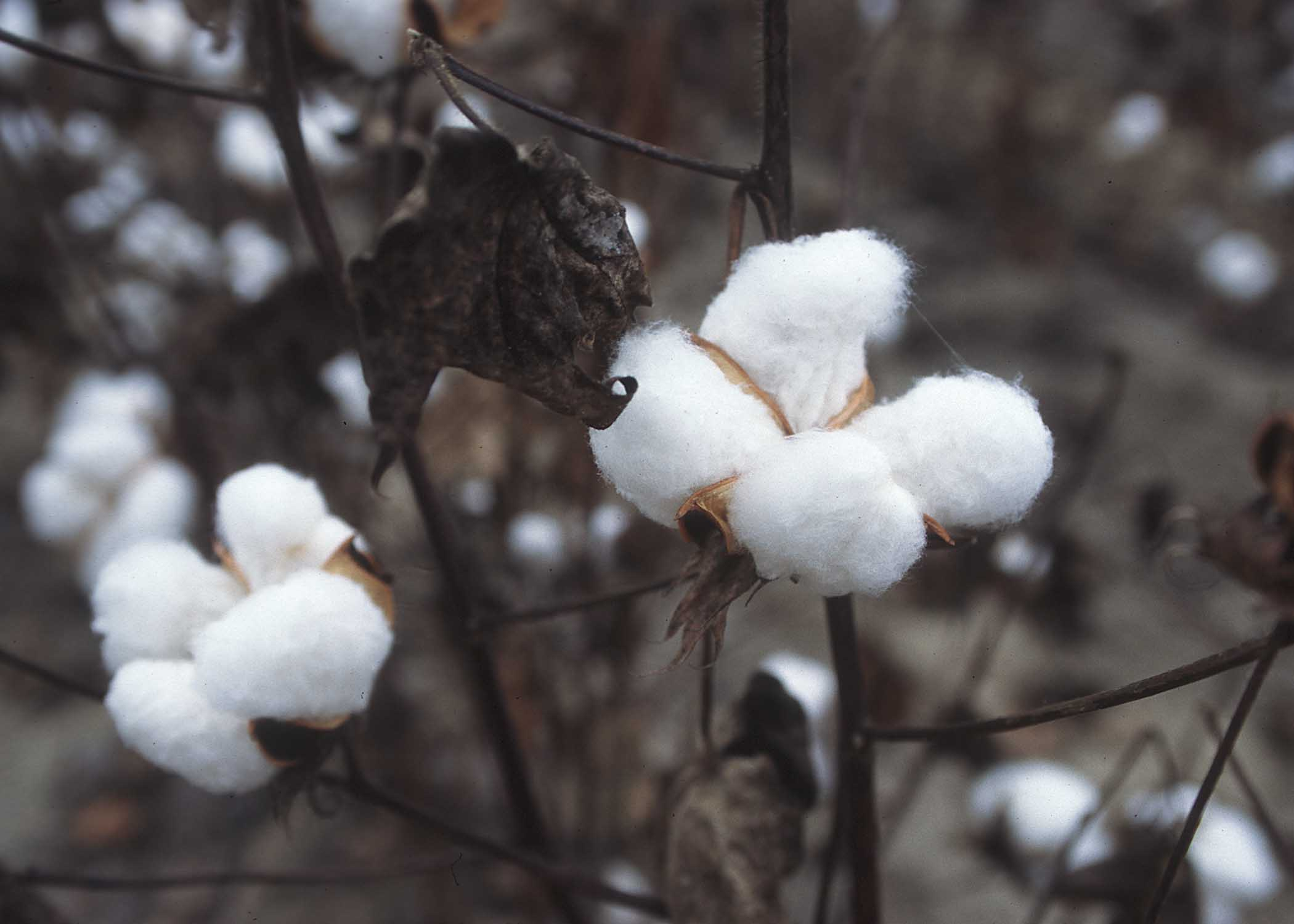
Bild av bomull för jämförelse.